# Simone Pianigiani
Simone Pianigiani, né le 31 mai 1969, à Sienne, en Italie, est un entraîneur italien de basket-ball.

## Biographie
En février 2013, il quitte le poste d'entraîneur de Fenerbahçe, qu'il occupe depuis l'été 2012, pour raisons personnelles.
Le 20 juin 2016, il est nommé entraîneur de l'Hapoël Jérusalem. Il remplace à ce poste Dany Franco.
En juin 2017, Pianigiani est nommé entraîneur de l'Olimpia Milan.
En juin 2019, Pianigiani est licencié après une élimination en demi-finale du championnat d'Italie. Il est remplacé par Ettore Messina,.

## Palmarès
- Champion d'Italie 2007, 2008, 2009, 2010, 2011, 2012, 2018
- Vainqueur de la coupe d'Italie 2007, 2008, 2009, 2010, 2011
- Vainqueur de la supercoupe d'Italie 2007, 2008, 2009, 2010, 2011, 2018
- Champion d'Israël 2017
- Vainqueur de la coupe d'Israël 2017